# Светска организација извиђачког покрета
Светска организација извиђачког покрета (СОИП/енгл. WOSM) је међународна, невладина организација, састављена од националних извиђачких удружења – пуноправних чланица. СОИП је највећа омладинска организација призната од међународне заједнице и једна од највећих организација у свету уопште.
Извиђачки покрет је:
- добровољан
- неполитички, невладин. Али ипак не само да не забрањује индивидуалне политичке ангажмане, већ и подстиче давање конструктивног доприноса заједници, друштву, земљи
- образовни покрет који има за циљ да обезбеди интегрални развој младе личности (физички, духовни, ментални и морални)
- образовање за живот које испуњава празнине слободног времена – једног од три елемента образовања (породица, школа, слободно време)
- покрет за младе који се развија адаптирајући се на разноврсне локалне услове и задовољавајући локалне потребе
- међународни покрет са веома значајном међународном димензијом. Интернационализам и братство међу извиђачима је постао стандард који се уграђује у програме извиђачких организација широм света
- покрет који стално расте и развија се. Покрет тренутно има више од 28000000 чланова широм света
- покрет који је отворен за све, без обзира на расу, порекло, статус на друштвеној лествици... а у складу и принципима које је установио оснивач покрета Роберт Баден Пауел
- забава са циљем (сврсисходна), која кроз рекреативне и едукативне програме омогућава развој младих људи у физичком, интелектуалном, социјалном и духовном смислу
- изазов и за одрасле и прилика да помогну младим људима да унапреде разумевање међу генерацијама и да напредују и на сопственом развоју
- метод личне посвећености идеји учења чињењем (кроз рад), рада у малим групама, стимулативних програма у природи
- начин живота са: духовном димензијом (као посвећеност трагању за духовним вредностима изван материјалног света); социјалном димензијом (кроз учешће у развоју друштва, поштовање дигнитета других и поштовање природе); личном димензијом (кроз развијање смисла за личну одговорност и стимулисање жеље за одговорним самоизражавањем)

## Светска извиђачка конференција
Врхово тело које управља Светском организацијом извиђачког покрета је Светска извиђачка конференција. Свака земља има по шест гласова, независно од броја чланова у делегацији.
Прва конференција је одржана 1920. Године. На тој конференцији је и створена Светска организација извиђачког покрета. Учествовало је 22 земље, међу којима и Краљевина Југославија.
Остала тела СОИП-а су Форум младих, Светски извиђачки комитет, Светска извиђачка канцеларија, Регионалне извиђачке канцеларије (за свих шест региона), Светска извиђачка парлементарна унија, Светско удружење бивших извиђача, Светски извиђачки центар Кандерштег (Швајцарска) и Светска извиђачка фондација.

## Светска извиђачка фондација
Светска извиђачка фондација тражи и добија прилоге који се перманентно инвестирају у капитални фонд ради обезбеђивања редовног прилива средстава за добробит светског извиђаштва. Фондација такође трага за некапиталним донацијама ради подршке специфичним извиђачким пројектима.
Почасни председник Светске извиђачке фондације је Његово величанство Краљ Шведске. Један од фондацијских најзапаженијих програма је Baden Powell World Fellowship који генерише прилоге и помоћ од индивидуалних донатора и пријатеља извиђачког покрета.

## Подела по регионима
Светска организација извиђачког покрета је подељена на шест региона:
- Европски извиђачки регион
- Евроазијски извиђачки регион
- Афрички извиђачки регион
- Арапски извиђачки регион
- Интерамерички извиђачки регион
- Азијскопацифички извиђачки регион

## Стручна помоћ СОИП-а
Широм света СОИП стручну помоћ пружа у областима:
- развоја програма
- обуке кадрова
- конмуникација
- развојних програма (посебо у земљама 'трећег света)
- заштите природе/екологије
- извиђачке солидарности
- техничке помоћи (посебно кроз SCORE)
- Светских извиђачких новина
- интернет услуга

## Историјат

#### Значајне године за СОИП
- 1919. Године у Гилвел парку (енгл. Gilwell park) код Лондона почињу курсеви за обуку ивиђача.
- 1920. Године одржава се прва извиђачка конференција у Лондону. Роберт Баден Пауел је изабран за вођу светских извиђача и основана је организација Boy scouts international bureau.
- 1922. Године одржава се друга извиђачка конференција у Паризу. Изабран је први Светски извиђачки комитет.
- 1925. Године је отворен Међународни извиђачки центар Кандерштег у Швајцарској
- 1947. Шести светски извиђачки џембори под називом Џембори мира је одржан у Паризу
- 1957. Јубилеј - прославља 50 година извиђаштва. Одржан је девети извиђачки џембори у Бирмингему у Енглеској (учествовало је преко 30000 извиђача). Светска извиђачка канцеларија се сели у Отаву (Канада)
- 1968. Године Светска извиђачка канцеларија се сели у Женеву
- 1971. Године број земаља чланица СОИП-а је пренашио 100.

## Унутрашње везе
- Европски извиђачки регион
- Евроазијски извиђачки регион
- Афрички извиђачки регион
- Арапски извиђачки регион
- Интерамерички извиђачки регион
- Азијскопацифички извиђачки регион
- Савез извиђача Србије